# Tablettes du Hainaut
Pour les articles homonymes, voir Tablette.
Les Tablettes du Hainaut est une œuvre collective, datant de 1955, concernant la généalogie, l'histoire et l'héraldique. Elles sont publiées sous la direction de Claude-René Paternostre de La Mairieu qui a voulu pour le Hainaut créer un périodique dans l'esprit des Tablettes des Flandres. Les différents tomes, de I à VII, sont tirés à cinq cents exemplaires et numérotés de 1 à 500.

## Grandes familles hennuyères
Dans cet ouvrage (Tome I) sont citées, entre autres : 
« les origines et l'illustration de certaines maisons particulièrement célèbres et existant encore. »
- I - Les Ligne[2]
- II - Les Arenberg[3]
- III - Les Croÿ[4]
- IV - Les du Chastel de la Howarderie[5]
- V - Les Lalaing[6]
- VI - Les Lannoy[7]
- VII - Les Trazegnies[8]